# Bataille de La Nouvelle-Orléans (1862)
Cet article concerne la bataille de la guerre de Sécession. Pour la bataille de 1812 entre les États-Unis et le Royaume-Uni, voir Bataille de La Nouvelle-Orléans.
Guerre de Sécession
Batailles
Campagne de Port Hudson
- Forts Jackson et St-Philip
- La Nouvelle-Orléans
- Baton Rouge
- 1re Donaldsonville
- Georgia Landing
- Plains Store
- Port Hudson

La bataille de La Nouvelle-Orléans fut l'une des batailles majeures de la guerre de Sécession et se traduisit par une victoire de l'Armée de l'Union. Elle fait partie de la campagne du Bas-Mississippi (ou campagne de la vallée du Mississippi).

## Histoire
Elle se déroula entre le 25 avril et le 1er mai 1862, dans la paroisse de Saint-Bernard et la ville de La Nouvelle-Orléans. Faisant suite à la bataille des forts Jackson et Saint Philip, elle permit la capture de la ville de La Nouvelle-Orléans sans grande résistance, ce qui lui épargna la destruction que connurent d'autres villes sudistes. Cependant la sévère administration de la ville par un gouverneur militaire créera un ressentiment dans la population.
La prise de la plus grande des villes confédérées est un tournant dans la guerre et eut une incidence à l'étranger sur la perception du conflit.

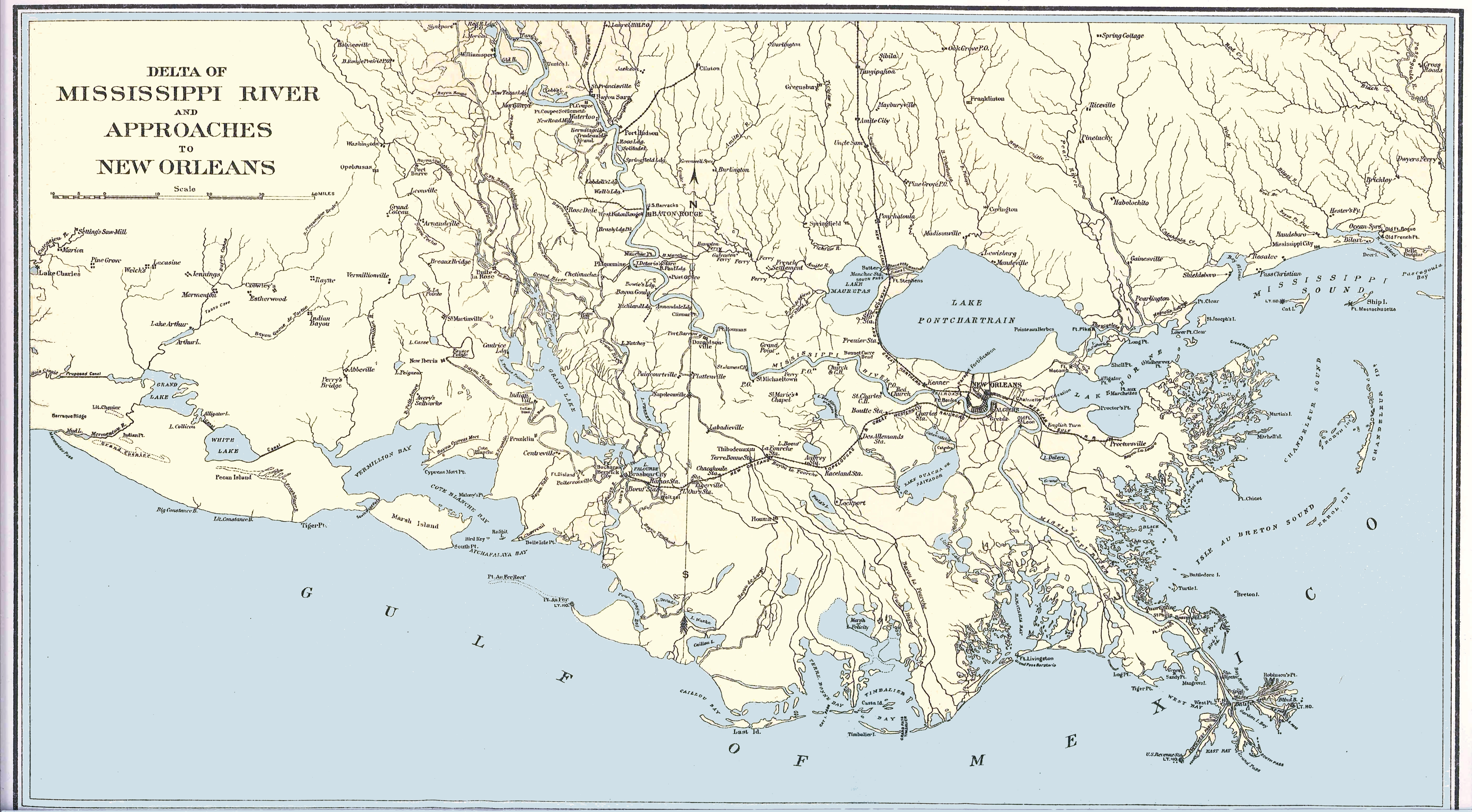
Carte dépeignant la Louisiane et les approches de La Nouvelle Orléans lors de la période d'occupation de La Nouvelle Orléans.

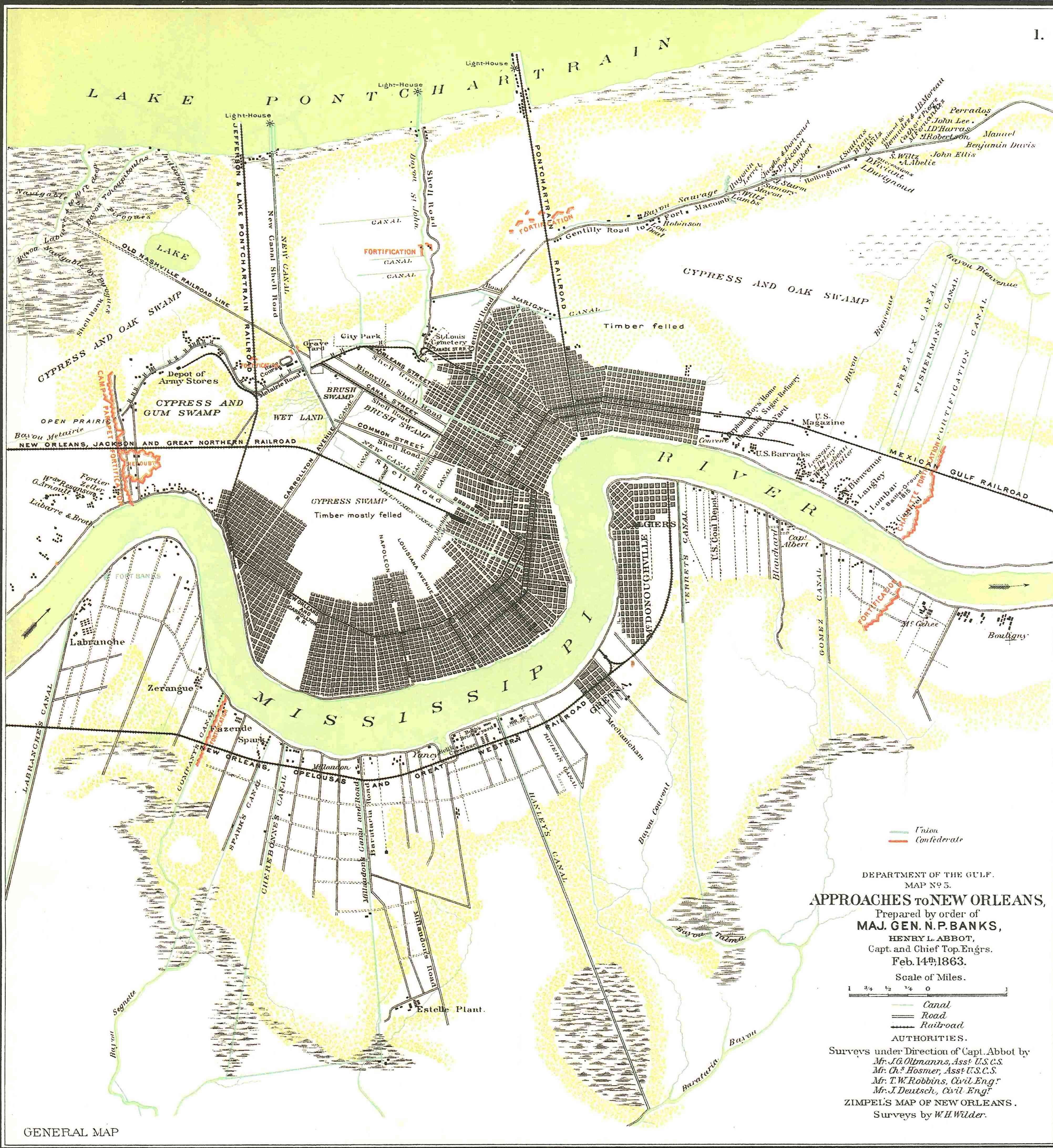
Les approches de La Nouvelle Orléans, département du Golfe, carte n° 5, 14 février 1863

## Contexte

### Démocratie jackonsienne et destinée manifeste
Un événement formateur de l'histoire précoce de La Nouvelle-Orléans est la bataille de La Nouvelle-Orléans. Cette bataille, livrée pendant la guerre de 1812, lance la carrière politique d'Andrew Jackson, qui, avec Martin Van Buren, fonde ensuite le parti démocrate. Jackson lance un nouveau mouvement politique connu actuellement comme la démocratie jacksonienne. Cette nouvelle direction dans la politique américaine a une profonde influence sur le développement de La Nouvelle-Orléans et le sud-ouest de l'Amérique. L'un de ces développements est la construction du fort Jackson, en Louisiane, un fort en étoile conseillé par Jackson et nommé en son honneur. Cette forteresse est censée soutenir le fort St. Philip et interdire une invasion du delta du Mississippi. Les présidents de la démocratie jacksonienne soutiennent le concept de la destinée manifeste, étendant grandement l'acquisition de territoire dans le sud-ouest de l'Amérique et le soutien du commerce international avec la propagation de l'esclavage. Ce puissant mouvement politique produit aussi des tensions régionales entre les moitiés nord et sud des États-Unis, aboutissant à la création du parti whig pour s'opposer au nouveau parti démocrate. Alors que la rivalité politique entre les démocrate jacksoniens et les whigs s'intensifie, le parti républicain est fondé pour contrer la propagation de l'esclavage dans les États créés par les conquêtes territoriales des démocrates jacksoniens. La victoire d'Abraham Lincoln, le candidat républicain à la présidentielle, lors de l'élection de 1860, aboutit à la crise de la sécession et à la guerre de Sécession(p8–73, 329–66).

### Joyau à l'embouchure du Mississippi

Le drapeau du pélican utilisé comme symbole de ralliement par la milice de la Louisiane de 1860 jusqu'au début 1861. C'est une version fédérale ultérieure.

En 1860, la ville de La Nouvelle-Orléans est dans une position de pouvoir politique, militaire et économique sans précédent. La guerre américano-mexicaine, avec l'annexion du Texas, a fait de La Nouvelle-Orléans un tremplin pour l'expansion. La ruée vers l'or de Californie contribue d'autre part à la prospérité locale. Le télégraphe électrique arrive à La Nouvelle-Orléans en 1848, et l'achèvement de chemin de fer de La Nouvelle-Orléans, Jackson et du grand nord, de La Nouvelle-Orléans jusqu'à Canton, à une distance de 322 kilomètres (200 milles) ajoute une autre dimension au transport local. La combinaison de tous ces facteurs aboutit à une augmentation du prix des ouvriers agricoles en pleine forme de 21 % en 1848, et à d'autres augmentations alors que la valeur du commerce s'accroît au cours des années 1850. En 1860, La Nouvelle-Orléans est l'un des plus grands ports du monde, avec 33 lignes différentes de bateaux à vapeur et une valeur du commerce de 500 millions de dollars transitant par la ville. Au regard de la population, la ville ne surpasse pas seulement toutes les autres villes du Sud mais elle est aussi plus grande que la somme des quatre villes du Sud les plus grandes après elle, avec une population estimée à 168 675(p671–700),(p41),(p353).

## Guerre et bataille

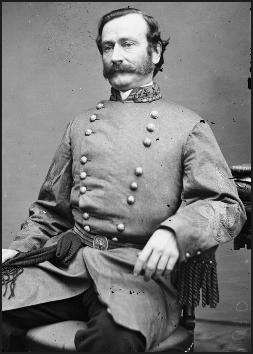
Le Major Général Mansfield Lovell, CSA, échouera à défendre la ville.

L'élection de Lincoln en 1860 inspire l'un des plus ardents sécessionnistes de Louisiane, son gouverneur, Thomas Overton Moore, qui a pris son poste le 23 janvier 1860. Le gouverneur Moore interdit une tentative de faire de La Nouvelle-Orléans une « ville libre », ou une région neutre dans le conflit. Démocrate solide, Moore organise un mouvement efficace et discret qui fait sortir la Louisiane de l'Union lors d'une convention de sécession qui ne représente que 5 % des citoyens de la Louisiane. Moore ordonne aussi à la milice de la Louisiane de capturer l'arsenal fédéral à Baton Rouge, et les forts fédéraux (le fort Jackson et le fort St. Philip qui bloque l'approche en amont de La Nouvelle Orléans, le fort Pike qui garde l'entrée au lac Pontchartrain, les casernes de La Nouvelle-Orléans au sud de la ville, et le fort Macomb qui garde le col de Chef Menteur). Ces mouvements militaires sont ordonnés le 8 janvier 1861, avant la convention de sécession. Avec des compagnies militaires se formant dans toute la Louisiane, la convention elle-même est anti-paroxystique, votant pour la sortie de la Louisiane hors de l'Union par 113 voix contre 17. Le déclenchement des hostilités dans la région du fort Sumter en Caroline du Sud mène à l'histoire de La Nouvelle-Orléans dans la guerre de Sécession(p2-11).

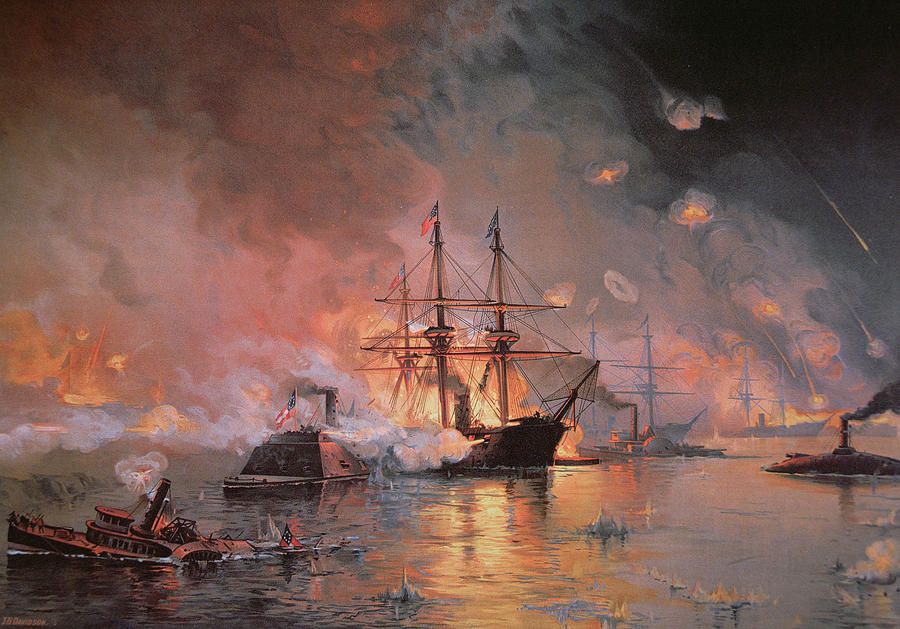
L', navire amiral de Farragut, force le passage devant le fort Jackson.

La stratégie de l'Union est conçue par Winfield Scott, dont le « plan Anaconda » nécessite de diviser la Confédération en prenant le contrôle du fleuve Mississippi. L'une des premières étapes de ces opérations est l'imposition d'un blocus de l'Union. Après l'établissement du blocus, un contre-attaque navale confédérée tente de repousser la marine de l'Union, aboutissant à la bataille de Head of Passes. Le contre-mouvement de l'Union est d'entrer dans l'embouchure du fleuve Mississippi, de monter jusqu'à La Nouvelle-Orléans et capturer la ville, fermant l'embouchure du Mississippi au transport maritime confédéré des ports du Golfe et de ceux du fleuve Mississippi qui sont encore utilisés par les navires confédérés. À la mi-janvier 1862, l'amiral David G. Farragut a mené cette entreprise avec l'escadron du blocus du Golfe de l'ouest. La route est rapidement ouverte à l'exception du passage d'eau derrière les deux forts en maçonnerie tenus par l'artillerie confédérée, le fort Jackson et le fort St. Philip, qui sont au-dessus de Head of Passes approximativement à 110 kilomètres (70 milles) en aval de La Nouvelle-Orléans.
Du 18 au 28 avril, Farragut bombarde et trace ensuite son chemin derrière ces forts lors de la bataille des forts Jackson et St. Philip, parvenant à faire passer treize navires de sa flotte en amont le 24 avril 1862. L'historien John D. Winters dans « The Civil War in Louisiana » (1963) remarque qu'à quelques exceptions la flotte confédérée à La Nouvelle-Orléans a « fait une prestation déplorable. Auto-destruction, manque de coopération, couardise des officiers non entraînés, et les tirs meurtriers des canonnières fédérales réduisant la flotte à une pagaille démoralisée »(p94–95).

### Ennemi sur le quai

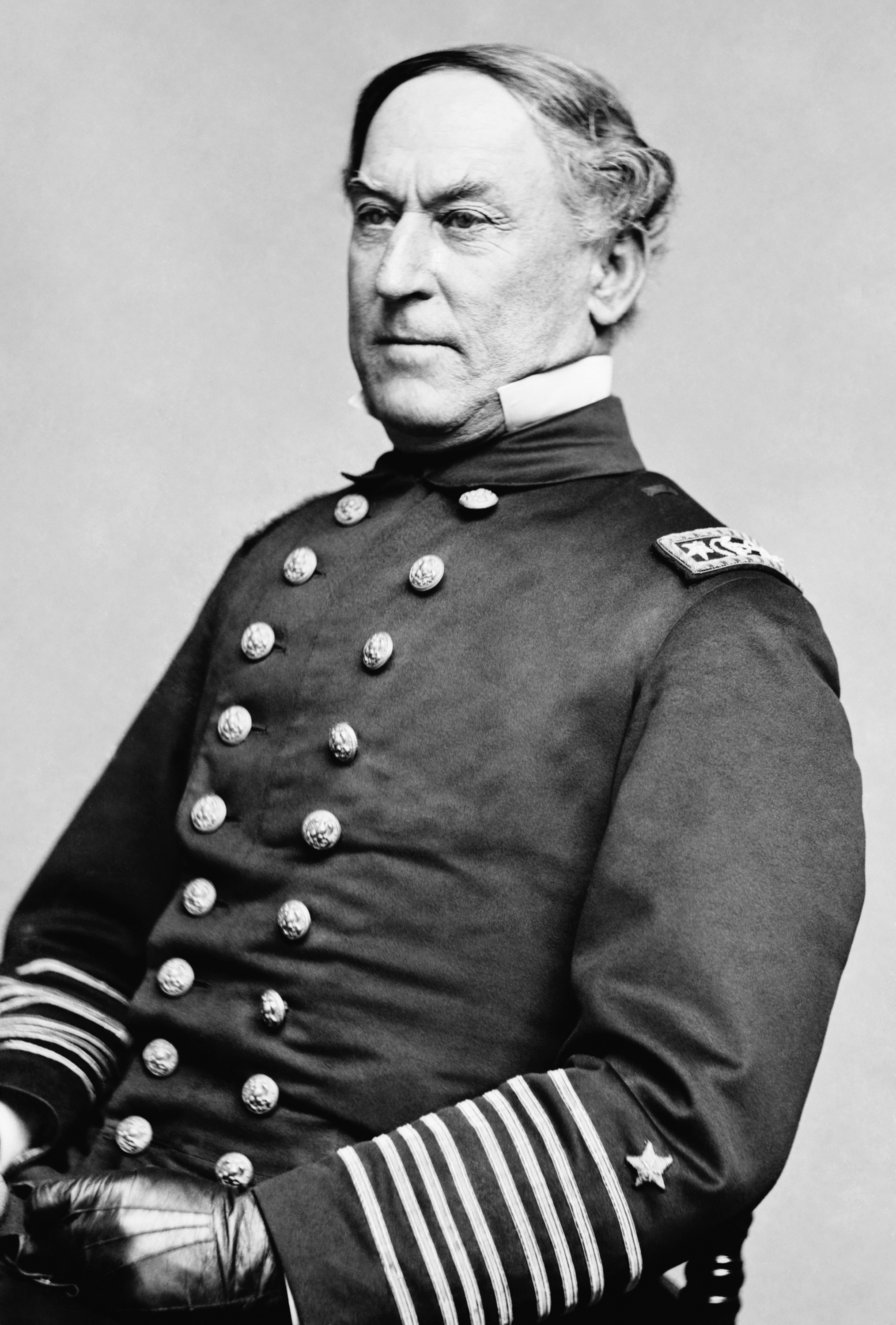
L'amiral David G. Farragut commande la flotte de l'Union qui fait une percée vers La Nouvelle Orléans.

Le major général Mansfield Lovell, commandant le département n° 1, en Louisiane, est laissé face à une option tenable après la percée de la marine de l'Union au travers de la ceinture de fortifications confédérées et de la défense des navires gardant le bas Mississippi : l'évacuation. La ceinture intérieure de fortifications à Chalmette est seulement prévue pour résister aux troupes au sol : quelques batteries de canons sont dirigées vers la rivière. La plupart de l'artillerie, les munitions, les troupes, et les navires dans la zone se tiennent vers la position Jackson/St. Philips. Une fois cette défense rompue, il ne reste que pour faire face aux troupes de l'Union et aux navires de guerre seulement trois mille miliciens avec des fournitures militaires diverses et armés avec des fusils de chasse. La ville elle-même est dans une position difficile à défendre contre une flotte hostile. Avec les hautes eaux à l'extérieur des digues, les navires de l'Union sont au-dessus de la ville et peuvent faire feu sur les rues et les bâtiments en contrebas. En plus du danger omniprésent d'une rupture des digues par des causes naturelles, maintenant la capacité des militaires de l'Union de créer un brèche sur une digue principale est une plus grande menace contre La Nouvelle-Orléans qui aboutirait à l'inondation de la majeure partie de la ville, la détruisant possiblement en un jour(p237).
Lowell fait embarquer ses troupes et ses fournitures a bord du chemin de fer de La Nouvelle-Orléans, Jackson, et du grand nord et les envoie au camp Moore à 126 kilomètres (78 milles) au nord. Toute l'artillerie et les munitions sont envoyées à Vicksburg. Lovell envoie alors un dernier message au département de la guerre à Richmond, « l'ennemi a passé les forts. Il est trop tard pour envoyer des canons ici ; ils feraient mieux d'aller à Vicksburg ». Les magasins militaires, les navires et les entrepôts sont ensuite incendiés. Tout ce qui est considéré comme utile à l'Union, dont des milliers de balles de coton, sont jetés dans le fleuve(p238-9).

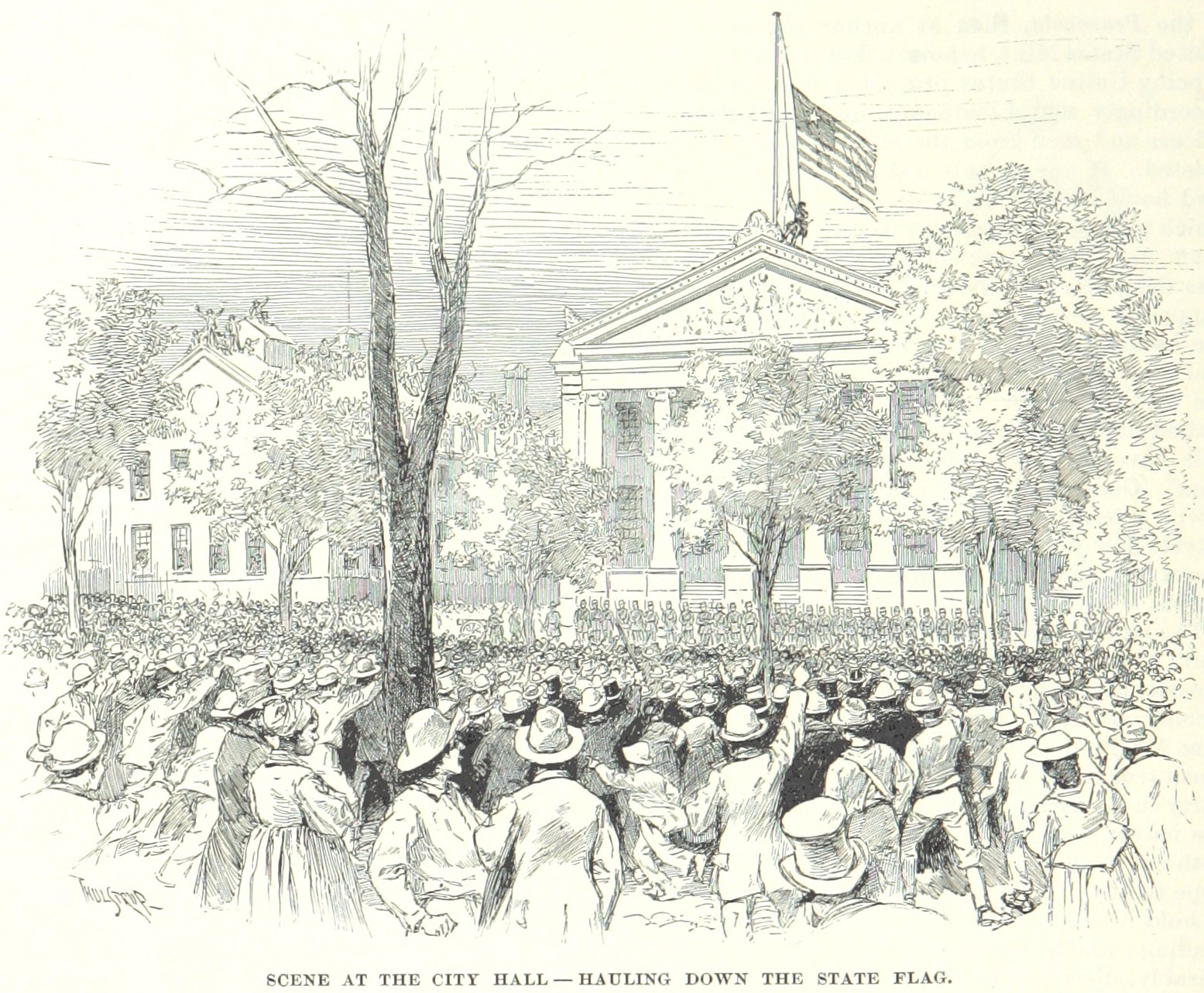
Le drapeau de la Louisiane est retiré de la mairie.

Malgré la vulnérabilité totale de la ville, les citoyens avec les autorités militaires et civiles restent réfractaire. À 14 heures, le 25 avril, l'amiral Farragut envoie le capitaine Bailey, commandant la première division de l'USS Cayuga, pour accepter la reddition de la ville. Une foule armée dans la ville défie les officiers de l'Union et les marins envoyés dans la mairie. Le général Lovell et le maire Monroe refusent de rendre la ville. William B. Mumford descend un drapeau de l'Union monté sur l'ancien hôtel des monnaies des États-Unis par des marins de l'USS Pensacola et la foule le détruit. Farragut ne détruit pas la ville en guise de réponse, mais se déplace en amont du fleuve pour maîtrise les fortifications au nord de la ville. Le 29 avril, Farragut et 250 marins de l'USS Hartford enlève le drapeau de l'État de Louisiane de la mairie(p243-5). Le 2 mai, le secrétaire d'État des États-Unis William H. Seward déclare que La Nouvelle-Orléans est « récupérée » et que les « courriers peuvent y passer ».

## Occupation et pacification

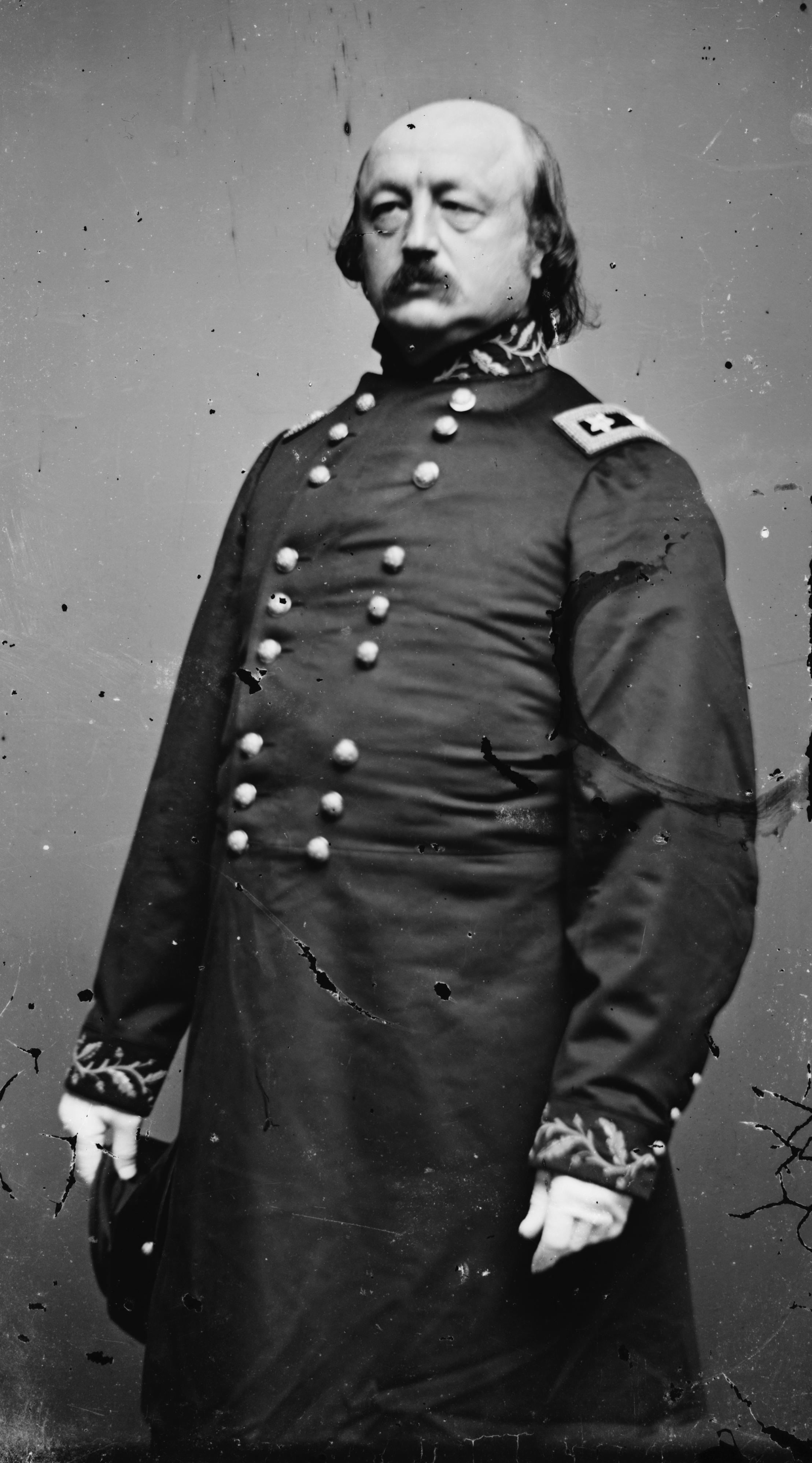
Le Major Général Benjamin Franklin Butler, gouverneur militaire de La Nouvelle Orléans pendant l'occupation par l'Union.

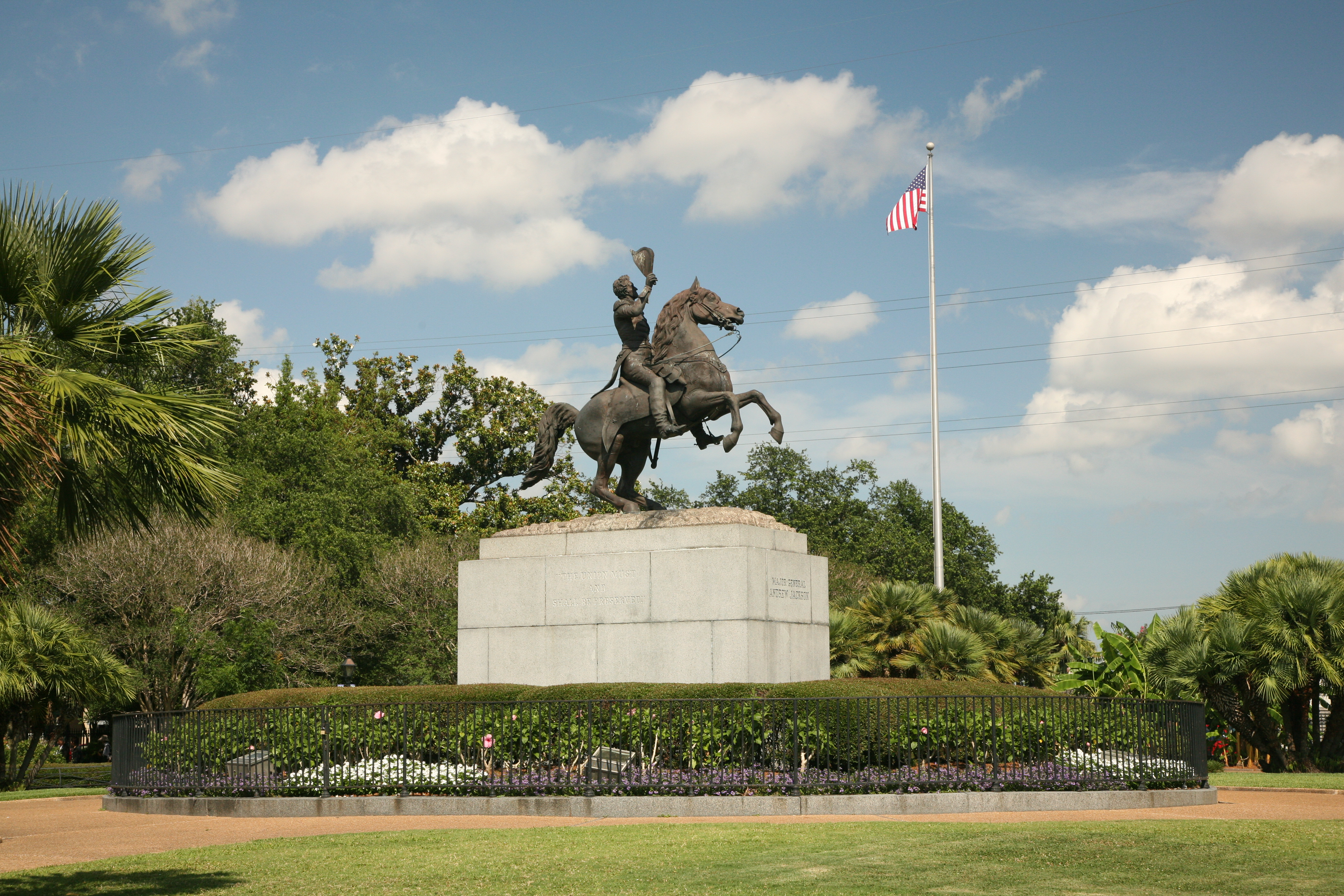
Statue d'Andrew Jackson à La Nouvelle Orléans, en Louisiane. En haute résolution, l'inscription de Butler's peut être observée.

### Ascension d'un général politique
Le 1er mai 1862, le major général Benjamin Butler, avec une armée de 5 000 hommes, occupe la ville de La Nouvelle-Orléans sans résistance. Butler est un ancien dirigeant du parti démocrate, avocat et législateur d'État. Le général Butler est l'un des premiers majors généraux des volontaires de la guerre de Sécession nommés par Abraham Lincoln. Il a acquis une notoriété en tant que général de la milice de l'État du Massachusetts qui a anticipé la guerre e préparé avec précaution ses six régiments de la milice pour le conflit. Dès le début des hostilités, il se met en marche immédiatement pour secourir Washington, D.C., et malgré le manque d'ordre occupe et restaure l'ordre à Baltimore au Maryland. En récompense, Butler est nommé commandant de la forteresse Monroe, sur la péninsule de Virginie. Là, il obtient davantage de renommée politique en réalisant les première confiscation d'esclaves en fuite en tant que contrebande de guerre. Cette pratique sera pérennisée en tant que politique de guerre par le Congrès. En raison de cela et d'autres manœuvres politiques astucieuses, Butler est choisi pour commander l'armée expéditionnaire contre La Nouvelle-Orléans. En raison de son manque d'expérience militaire et de succès militaire, beaucoup sont heureux de le voir partir(p23–26).

### Balance entre pouvoir miliaire et soutien politique
Butler est l'une des personnalités les plus controversées et versatiles de la guerre de Sécession. Il est tristement célèbre à La Nouvelle-Orléans pour ses proclamations conflictuelles et sa corruption. Si ces choses avait été tout ce dont il était capable, il n'aurait jamais pu tenir la ville ou empêcher les forces confédérées de la reprendre. L'impression est créée par des officiels et sympathisants confédérés que la Nouvelle-Orléans et la Louisiane sont tenues par la force militaire brutale(p104–7) et la terreur. Butler est en fait un général politique, récompensé par d'excellentes relations et réalisations politiques. C'est son expertise politique qui rend tenable sa position à la Nouvelle-Orléans. Il n'a en aucune façon la force militaire nécessaire pour la tenir par la seule force. Son commandement militaire total compte 15 000 soldats. Aucun renfort a jamais été envoyé pendant le temps où il commande en Louisiane. Comme le dit Butler lui-même : « Nous étions 2 500 hommes dans une ville ... de 150 000 habitants, tous hostiles, amers, provocants, explosifs, littéralement dans une revue, une seule étincelle menait à la destruction ». Ses méthodes de préservation de l'ordre sont radicales et totalitaires, même dans le Nord et en Europe, avec la question de l'ordre général n° 28 de Butler(p108-9).
Le département de la guerre des États-Unis dirigé par Edwin M. Stanton s'attend à ce que Butler maintienne l'est de la Louisiane et les villes de Baton Rouge et de la Nouvelle-Orléans, maintienne les communications en amont jusqu'à Vicksburg et soutienne les forces de Farragut pour le siège de Vicksburg. En outre, la ville de la Nouvelle-Orléans elle-même est aussi indéfendable pour l'Union que pour les confédérés. Entourée d'un réseau fragile de digues et à une altitude inférieure à tout ce qui l'entoure, La Nouvelle-Orléans est extrêmement vulnérable aux inondations, aux bombardements et aux insurrections, et est généralement malsaine et sujette à des épidémies dévastatrices. La défense de la ville contre les attaques des forces confédérées dépend d'un vaste anneau extérieur de fortifications nécessitant une garnison de milliers de troupes. En tant que territoire conquis, la Louisiane peut devenir un sérieux obstacle logistique pour les forces de l'Union et un front insoutenable si elle est contestée par des mouvements de résistance bien organisés. Il est populairement supposé que la Confédération lancera une contre-offensive majeure pour reprendre La Nouvelle-Orléans. En tant que plus grand centre de population de la Confédération, et commandant de formidables ressources industrielles et maritimes, sa perte permanente serait politiquement intolérable pour la Confédération(p1–5).

### Construction d'une base politique à La Nouvelle-Orléans
L'atout le plus précieux que Butler commande à la Nouvelle-Orléans n'est pas son armée, mais son formidable héritage politique. Butler était un démocrate jacksonien dans tous les sens, et un populiste et un réformateur. Il a un grand don pour identifier les problèmes des électeurs les plus nombreux et de les transformer en avantage politique. Ici, l'héritage politique jacksonien termine sa boucle en 47 ans, de la défense de la Nouvelle-Orléans contre les Britanniques, à la sécurisation contre la sécession. L'inscription de Butler sur la base de la statue de Jackson, « L'Union doit et devra être préservée », est symbolique de son identité politique. L'inscription faisait écho au toast de 1830 d'Andrew Jackson en réponse à un discours qui avalisait « l'annulation », au cours de ce qu'on a appelé la crise de la nullification. Jackson a déclaré : « Notre Union fédérale ! Il faut la préserver ! » Cette déclaration définit la position de Jackson contre toute menace pour l'Union(p28). Le système des dépouilles créé par le parti démocrate fait également partie de l'héritage politique de Butler. Butler estime que les avantages de la fonction politique doivent être utilisés à l'avantage des amis et des partisans, et pour supprimer les opposants politiques. En général, Butler utilise ces compétences politiques pour jouer des différentes factions et intérêts à la Nouvelle-Orléans comme un chef virtuose inspire un orchestre, pour assurer son contrôle et récompenser les partisans de l'Union tout en isolant et en marginalisant les factions hostiles pro-confédérées.

### Classes les plus pauvres sont la clé de la ville
Butler commence son action par la loi martiale à La Nouvelle-Orléans en condamnant quiconque appelant à des encouragements pour le président confédéré Jefferson Davis et le major-général confédéré P.G.T. Beauregard à trois mois de travaux forcés au fort Jackson. Il publie également l'ordre numéro 25, qui distribue aux pauvres et aux affamés des vivres confédérés capturés (bœuf et sucre) dans la ville. Le blocus de l'Union et l'embargo du roi coton nuisent à l'économie portuaire, laissant beaucoup de gens sans travail. La valeur des marchandises passant par La Nouvelle-Orléans est passée de 500 millions de dollars à 52 millions de dollars entre 1860 et 1862(p41).
Butler lève trois régiments d'infanterie, les 1st, 2nd et 3rd Louisiana Native Guards, le corps d'Afrique, à partir des unités de milice noire libres existantes qui sont supervisées par le général Daniel Ullmann. Ces unités noires sont inhabituelles parce qu'elles ont des officiers noirs. Ils servent à la fois à ajouter à ses forces et à affronter les anciennes classes dirigeantes de la ville avec les baïonnettes de leurs anciens esclaves.
Butler utilise également ses contacts commerciaux dans le nord-est et à Washington pour relancer le commerce dans la ville, en exportant 17 000 balles de coton vers le nord-est et en rétablissant le commerce international. Il emploie de nombreux citoyens locaux pour le soutien logistique de l'armée de l'Union et pour le nettoyage de la ville, y compris une extension du réseau d'égouts de la ville et la mise en place de pompes pour vider le système dans la rivière. Cette politique aide à libérer la ville de l'épidémie prévue de fièvre jaune estivale, sauvant peut-être des milliers de vies. Il impose lourdement les riches de la ville pour mettre en place des programmes sociaux pour les classes pauvres. Ces aspects « Robin des bois » de ses programmes fournissent une large base de soutien politique, une vaste organisation de renseignement informel et de contre-espionnage, et assurent la loi et l'ordre(p3–4),(p28).

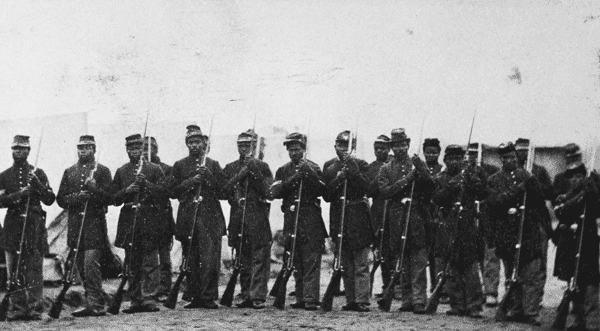
Soldats des régiments de la Louisiana Native Guard levés par Butler à La Nouvelle Orléans.

### Impact de l'occupation sur les esclaves et l'esclavage
Butler a déjà fait à l'institution de l'esclavage dans la Confédération des dégâts considérables en mettant en place sa politique de « contrebande de guerre » pendant qu'il commandait le fort Monroe sur la péninsule de Virginie. Cette politique rationalisait la rétention des esclaves fuyant les États sécessionnistes en prétendant que l'armée confédérée utilisait l'esclavage à des fins militaires pour la construction de fortifications, le transport de fournitures militaires et la construction de routes et de chemins de fer pour l'armée confédérée. Les esclaves dans les zones de contrôle confédéré répandent rapidement le mot selon lequel les forces militaires de l'Union n'appliquaient pas les lois sur les esclaves fugitifs, et que les esclaves pouvaient trouver refuge dans les lignes militaires de l'Union et travailler comme ouvriers pour les armées de l'Union. En conséquence, l'utilisation d'esclaves à proximité des forces de l'Union devenait extrêmement difficile et coûteuse, car ces esclaves fuyaient à la première occasion vers les lignes de l'Union, privant les armées confédérées de leur travail et leurs anciens maîtres de ce qu'ils considéraient comme leur précieuse propriété. Alors que le gouvernement confédéré comptait sur le travail des esclaves pour compenser les soldats de l'Union plus nombreux, la politique innovatrice de Butler a frappé la Confédération à un niveau stratégique, détruisant un atout pour gagner la lutte militaire pour l'indépendance.
La fuite des esclaves en direction de l'Union détourne également les ressources de l'armée confédérée et de son gouvernement pour la défense des plantations et le contrôle de leurs forces de travail. Les planteurs de Louisiane font même fait appel aux autorités de l'Union, pour citer l'un d'entre eux : « Notre famille a possédé des nègres depuis des générations ... nous n'avons personne d'autre que vous et les généraux Shepley et Butler pour nous protéger contre ces nègres en état d'insurrection ». Les plantations de Jefferson Davis, situées dans l'état du Mississippi sur Davis Bend à 20 milles (32 kilomètres) en aval de Vicksburg, sont également perturbées par l'invasion de l'Union. Après que Joseph, le frère aîné de Davis a fui la région avec quelques esclaves en mai 1862, les autres se révoltent, prennent possession de la propriété et fournissent l'emplacement des objets de valeur aux forces de l'Union et résistent aux efforts des forces confédérées de reprendre la région. Les esclaves en rébellion s'arment de fusils et de journaux, et combattent jusqu'à la mort toute tentative d'empiéter sur leur liberté retrouvée. Cette rébellion au sein d'une rébellion commence à éroder l'autorité confédéré au sein de la Louisiane au moment où les troupes de Butler apparaissent à La Nouvelle-Orléans, et comme une cinquième colonne politique est inestimable pour son occupation(p253–60, 271–3).

### Instant de vérité, la contre-offensive confédérée
La contre-offensive rebelle prévue a eu lieu le 5 août sous la forme d'un assaut naval et militaire contre Baton Rouge, dirigé par le major-général John C. Breckinridge, aboutissant à la bataille de Baton Rouge. Après une dure bataille, les forces confédérées sont chassées de la ville et les forces confédérées et unioniste se retirent après la bataille. L'aspect significatif de la bataille est qu'elle n'aboutit pas à un soulèvement populaire, ni à un large soutien aux forces confédérées en Louisiane.
En conséquence, les forces rebelles ne sont pas en mesure de mener une campagne soutenue pour reprendre La Nouvelle-Orléans ou le reste de l'État. Cela peut être considéré comme un hommage à la construction du consensus de l'Union par la manipulation politique de Butler et son large soutien politique. Chester G. Hearn résume les bases de ce soutien : « L'immense majorité analphabète - les classes les plus pauvres de Noirs et de Blancs - aurait manqué de nourriture si Butler ne les avait pas nourries et employées, et des milliers de personnes seraient mortes si ses politiques d'assainissement n'avaient pas nettoyé la ville de la maladie »(p4).

### Réputation contre résultats
Cependant, le style généralement abrasif de Butler et ses actions musclées le rattrapent. Bon nombre de ses actes offensent beaucoup, comme la saisie de 800 000 $ qui avait été déposée dans le bureau du consul des Pays-Bas et l'emprisonnement du magnat français du champagne Charles Heidsieck. Le plus célèbre est l'ordre général n ° 28 du 15 mai de Butler, publié après de nombreuses provocations et des démonstrations de mépris par les femmes de La Nouvelle-Orléans. Il déclare que si une femme devait insulter ou montrer du mépris à l'égard d'un officier ou soldat des États-Unis, elle serait considérée et serait tenue d'être traitée comme une « femme de la ville qui exerce son métier », c'est-à-dire une prostituée. Cet ordre provoque des protestations au Nord et au Sud, et aussi à l'étranger, notamment en Grande-Bretagne et en France, et beaucoup le considéraient comme la cause de sa démission du département du Golfe le 17 décembre 1862. Il est aussi surnommé « Beast Butler » (Butler la bête) et « Spoons » (petites cuillères), pour sa prétendue habitude de chaparder l'argenterie des maisons du Sud dans laquelle il réside. Il devient tellement haï dans la ville que les marchands commence à vendre des pots de chambre avec son effigie au fond.
Le 7 juin, il fait exécuter William B. Mumford, qui avait déchiré un drapeau des États-Unis placé par Farragut sur l'hôtel de la Monnaie de la Nouvelle-Orléans. Pour cette exécution, Butler est dénoncé en décembre 1862 par le président confédéré Jefferson Davis dans l'ordre général 111 comme un criminel méritant la peine de mort, qui s'il est capturé devrait être réservé pour l'exécution. L'administration de Butler tire profit de la ville, qui a été maintenue à la fois en bonne ordre et saine. L'occupation Butler est probablement mieux résumée par l'amiral Farragut, qui déclare : « Ils peuvent dire ce qu'ils veulent sur le général Butler, mais il était l'homme juste à la bonne place à la Nouvelle-Orléans »(p4).

## Conséquences
Le 14 décembre 1862, le major général Nathaniel Banks arrive pour prendre le commandement du département du Golfe. Butler n'est pas informé de ce changement avant que Banks ne vienne le lui dire. Contrairement à la croyance populaire, le règne incendiaire de Butler a peu à voir avec son remplacement. Les considérations politiques dans l'Illinois, l'Indiana et l'Ohio font pencher la balance. Les victoires démocrates en Illinois et Ohio le 4 novembre ont alarmé l'administration de Lincoln, et une lettre dramatique du gouverneur Oliver P. Morton de l'Indiana précise que les États le long de l'Ohio ont plus en commun avec les états du Sud qu'avec la Nouvelle Angleterre, et quitteront l'Union si le Mississippi n'est pas rouvert au commerce. Ces nouvelles considérations renforcent l'idée du secrétaire d'État William H. Seward (un des opposants politiques de Butler) selon laquelle une invasion du Texas serait favorablement accueillie par un groupe pro-unioniste de producteurs de coton allemands américains vivant là-bas. Cette idée est défendue par Banks, un général politique de la Nouvelle-Angleterre désireux d'envoyer le coton dans les usines du nord-est. Banks entreprend le siège de Port Hudson, et après sa conclusion réussie, commence la campagne de la Red River pour obtenir le coton texan. L'expédition de la rivière Rouge se révèle être un échec coûteux et entraîne plus de destruction aveugle et de pillages que l'occupation de Butler(p10–28).